# سیارک ۹۷۵
سیارک ۹۷۵ (به انگلیسی: 975 Perseverantia، نامگذاری:1922LT) نهصد و هفتاد و پنجمین سیارک کشف شده‌است که در ۲۷ مارس ۱۹۲۲ و در وین کشف شد.
قدر مطلق سیارک برابر ۱۰٫۴۱ است.